# Телелинці
Телéлинці — село в Україні, у Станіславчицькій сільській громаді Жмеринського району Вінницької області. До 2020 орган місцевого самоврядування — Телелинецька сільська рада.

## Розташування
Через село тече річка Батіжок, ліва притока Мурашки.

## Історія
Точна дата виникнення села Телелинці невідома. У письмових джерелах збереглися відомості про існування села в першій половині XVIII сторіччя. Як зазначалось у праці Єфима Сецинського, «село розташоване у низині, поблизу невеликого ставка; від найближчої залізничної станції Жмеринка на відстані 18 верств. Ґрунт піщаний, а місцями чорноземний. За повір'ям, на місці села колись був густий ліс з чудовими галявинами; в цій місцевості оселився Тулин зі своєю родиною без відома власника, й утворилось поселення, яке спочатку отримало назву Тулилинці. Поселення відносилось до приходу села Мовчани, а згодом мешканці побудували свою власну церкву. Перші два священики були уніатами; кінець унії поклав священик Іоанн Бицькій, який разом з парафіянами приєднався до православ'я. Нині парафіян обох статей 1350 душ; усі вони — селяни-малороси, землероби; дехто з них займається теслярством або ткацтвом. Перший храм, дерев'яний, на честь святого Архистратига Михаїла зведено 1739 року завдяки старанням парафіян, місцевого власника і священика Гавриїла Бєлінського; у цьому ж храмі був священиком і син Бєлінського. Храм цей був пошкоджений внаслідок пожежі, але згодом відновлений, нині будівля його стара. Церковної землі: помістя 3 десятини 1061 сажень, ріллі 30 десятин, сінокосів 3 десятини 1024 сажень. Будинки церковні споруджені 1895 року на кошти поземельного податку. Церковна школа відкрита священиком Андрієм Короповим 1865 року; розміщена нині у його власному будинку».

## Історія села у XVIII—XIX столітті
У 1776 році село Телелинці придбав відомий польський військовий діяч Антоні Ромуальд Тшецєський, який нагромаджував маєтки на Поділлі. До його володінь входили Мовчани, Гута й Лука-Мовчанські. Головна садиба Тшецєського була у Мовчанах. На той час він збудував у цих краях аж три фабрики — одна з них була суконною. Добротне сукно з Мовчанів відправляли до Варшави і навіть Парижа. З часом Телелинці перейшли до Владислава Пєшковського, за часів панування якого була відкрита церковно-приходська школа (1865 рік). У нього село викупив Владислав Щеньовський, брат відомого польського літератора Титуса Щеньовського. Припускають, що лише після цього власниками села стала родина Августина Рокицького. Він був підкоморій (суддя із земельних відносин, якого з кількох кандидатур обирала шляхта, а потім затверджував безпосередньо король Польщі). Окрім маєтку в пана Августина був величезний винний погріб.
Панщина і феодальні порядки з року в рік зменшували селянські володіння, зростали повинності кріпаків. Наприкінці XVIII століття селяни відробляли від 10 до 22 днів панщини на рік, а вже у 1824 році вона досягла 180 днів. Крім того вони відбували різноманітні повинності, платили податки натурою і грошима, сплачували подорожнє, сторожове та інші мита. Кріпацтво гальмувало розвиток сільського господарства. Проти кріпацької сваволі виникають селянські бунти, що переростають у масові. Лише у 1845 році їх відбулось 18. Селяни палять поміщицькі маєтки. Кримінальний губернський суд за 48 років розглянув 53 судові справи про підпали маєтків. У 30-х роках XIX століття тут почали вирощувати цукрові буряки.

## Історія села у XX столітті
У 20-ті роки XX століття в Телелинцях з'являються колгоспи: «Новий побут», створений 1928 року та «13-ти річчя Жовтня» — 1929 рік заснування. Радянська влада в ті часи масово проводила політику розкуркулення. За свідченнями місцевих старожилів репресії проти заможних селян були поширеним явищем. Як розповідає місцевий мешканець Яцюк Ю. С. (нар. 09.03.1919), його батька й матір «розкуркулили» за відмову до вступу у колгосп, присудили їм три і два роки в'язниці відповідно. При цьому вигнали з хати та забрали усе майно. Також були «розкуркулені» о. Матвійчук Я. Є., якого вислали до Сибіру, Мазур О. Т., який втік за межі України й повернувся в село лише після війни. В книзі пам'яті жертв політичних репресій на Вінниччині (20-50-ті рр. XX ст.) «Вінницький мартиролог» надруковано два прізвища жителів с. Телелинці: Варенюк М. Х. (нар. 1881) та Варенюк П. І. (нар. 1878). Зі слів місцевої мешканки Мельничук Н. А., онуки Варенюка П. І., він під час колективізації відмовився вступати до колгоспу. Через це його визнали куркулем, забрали хату, все майно, що було в хаті, хліб, корову, коня, молотарку, інвентар. Його самого, дружину і одну з дочок виселили до Дніпропетровської області. Дві дочки залишились в селі, у родичів. Повернувшись у село Варенюк П. І. оселився у дочки, так як хату йому не повернули. Місцевий мешканець Маціборко Г. Л. (нар. 1918) згадує, як його батька заарештували за, начебто, недостатню заготівлю зерна. Його судили, дали три роки й вислали у Дніпропетровську область. При цьому конфіскували хату й все майно, а родину вигнали на мороз.
Не оминули село й голодомори 1921—1923, 1932—1933 та 1946—1947 років. Місцеві старожили підтверджують, що найстрашнішим був голод 1932-1933 років. Тоді померло близько 300 людей, були навіть випадки канібалізму.
У 1947 році у хаті о. Матвійчука Я. Є. було відкрито клуб, сільську раду й бібліотеку. Згодом сільську раду перенесли до новозбудованої контори колгоспу. Хата священика була глинобитна, крита жерстю, яка з часом іржавіла. Дах протікав і будівля згодом зруйнувалась. У 1977 році відкрився фельдшерсько-акушерський пункт — цегляний будинок, половину якого було відведено під бібліотеку. У 1980 році в центрі села було зведено нове приміщення, в якому розмістили клуб і бібліотеку, де вони знаходяться й дотепер.

## Свідчення очевидця голодомору 1933 року
В 1933 році мені було 15-ть років, я добре пам'ятаю той час.
В 1922 році — був перший голод.
В 1932—1933 роках — був другий голод.
В 1947 році — був третій голод.
Перший голод був не дуже страшний, а голод 1932—1933 року був вирішальний, великий. В 1932 навесні почали вимирати люди, масово. До літа 33-го вимерло багато людей. Напала лиха година на тяглові коні (екзема) — не було чим сіяти. Поля неорані, не було коней. Яке було зерно — те і сіяли. Держава давала позику на харчування — овес несіяний, з половою мелений. Варили баланду, возили на поле на буряки, хто де робив на полях. Хто йшов на кухню, отримував баланду в глечики.
Головою колгоспу (заснований колгосп 1928 року) був Горголюк. Направили його з Ленінграду з академії з контингентів 30-тисячників організаторів колгоспів.
1933 року восени, коли вродило збіжжя, дали по три кілограми, всього по трошки (ячмінь, горох). Люди ходили розкопували горох в мишачих норах, збирали. Весною 1933 року коней в дезкамерах обкурювали сіркою і потім запрягали орати. Коні падали, — шкура і кості. Появилась травичка, коні підперізували і запрягали їх орати.
А люди пухли, на вулиці йде — 1-ин помер, хоронили. Спочатку хоронили по одному по двох, без домовин. А потім в яму всіх кидали й закопували.
1933 року було 500 номерів в селі, людей в селі було багато, в кожній хаті по 4-6 душ. 1929 року організовувався другий колгосп «13 річчя Жовтня». Головою був Сава Белінський, а в «Новому побуті» Горголюк.
Маціборко Монтій Семенович — мій батько, здав заготівки двічі. Перший раз вісімдесят пудів, квитанцію голова сільської ради забрав, батька арештував і завезли в Станіславчик в КПЗ.
У 1928—1930 роках висилали хазяїв в Сибір, в селі були свої активісти, ходили, перевіряли, шукали — забирали всі зерна, кукурудзу, квасолю. В тих, що розкуркулювали забирали картоплю.
Батько репресований, сніг рипить, холодно, з хати вигнали, скидалися по стодолах, палили хворост — грілися на дворі. 1947 року після війни — розруха, мало посіяли, знову голод. Але вже не такий. Вмирали хто слабий, старіший. 1948 року було трошки легше, посіяли більше, була менша постановка державі.

## Історія сільської бібліотеки
Перша інформація про заклади культури знаходиться в архіві сільської ради і в спогадах жителів села. Згідно архівних документів — відомостей по оплаті праці відомо, що починаючи з січня місяця 1945 року, коли ще була війна, в селі працювала завклубом Лабчук Ліда Леонтіївна.
У лютому 1946 року — новий завклуб Цехмістер Василь Андрійович, через три місяця наступний — Маціборко Трохим. Були перші кадри, прізвища завклубів відомі й досі.
Перший запис про бібліотекаря в січні 1952 року. Працювала бібліотекарем Ковальчук Домна Онисівна.
У сільській бібліотеці зберігається інвентарна книга № 1, де запис зроблено 4 травня 1949 року. — перше документальне свідчення.
1947 року в поповій хаті Матвійчука Якова відкрили клуб з сценою, сільську раду і бібліотеку. Крутили кіно, брали книги для читання додому. Були танці під гармошку, концерти до свят.
З «попового двірка» в 1969—1970 році відокремили сільську раду — перевели в колгоспу. Так клуб і бібліотека залишились в одному приміщенні.
Попова хата була глинобитна, «залізом» покрита. Бляха псувалась, дах протікав і будівля з часом розвалилась. Після війни це приміщення прослужило до 1977 року.
Пізніше — «переломний акт» в якому описані ремонтні роботи які проводились в сільському клубі, бібліотеці 1945 року в квітні, травні, серпні і жовтні. Були зроблені ремонтні роботи: штукатурка, побілка, ремонт дверей, підлоги, коридору. Ремонтували підлогу і фарбували. У жовтні 1951 року «мастили, білили і фарбували клуб».
У 1977 році відкрився фельдшерсько-акушерський пункт — цегляний будинок, площа 126 м². Половину будинку 63 м² зайняла бібліотека.
1980 року в центрі села побудували нове приміщення закладу культури: клуб і бібліотеку. Площа 336 м², загальна площа бібліотеки 91 м², складається із двох кімнат. Книгосховища і коридору немає, вхід в бібліотеку з клубного фоє.
Згідно відомостей по оплаті праці Ковальчук Домна Онисівна працювала з січня 1952 року по жовтень 1955 року бібліотекарем. У жовтні приступила до роботи Петренко Катерина Є., яка працювала до березня 1956 року. Є запис що 13 березня 1956 року бібліотекар Рухваргер Ада Янківна — до жовтня 1957 року. Листопад 1957 року — Слотюк Світлана С., працювала до листопада 1958 року. Грудень 1958 року — бібліотекар Андрієнко Ліда Панасівна. У 1985—1990 роках бібліотекарем працювала Кушнір Галина Анатоліївна. З грудня 1990 року нове призначення на посаду бібліотекаря — Паріпса Людмила Іванівна.
Фонд бібліотеки складає 7983 примірники, станом на 01.01.2014 року. Сільська рада виписує для користувачів бібліотеки періодичні видання «Вінниччина» і «Жмеринський меридіан».
У 2012 році в бібліотеці було вставлено нове сучасне пластикове вікно. У 2013 році проведений ремонт однієї з кімнат на суму 30,6 тис. гривень — 50 м². На 2014 рік заплановані зовнішні ремонтні роботи клубу і бібліотеки.

## Історія школи
Перша школа (церковна) була відкрита місцевим священиком Андрієм Короповим. Приміщення школи глинобитне, побудоване біля церкви, через дорогу. Тепер цього приміщення не існує. Мабуть і школярів було багато, тому що будинок був великий.
У трудах Сецінського описується що 1901 року парафіян було 1350 чоловік. Відповідно, можна припустити, що й дітей було багато.
З переказів жителів села — діти ходили до школи, вивчали молитви «Отче наш», «Вірую».
У 1927—1929 роках це приміщення використовувалось як колгоспний млин, утвореного у 1928 році колгоспу «Новий Побут».
Приміщення сучасної школи побудоване паном Августином Рокицьким. Це був 1900—1901 рік.
Августин Рокицький будував маєток добротним. На сьогодні стараннями педагогічного колективу, інвесторів, батьків, школа гарна й доглянута, виглядає ошатно.
Побудовані майстерня, їдальня на 35 учнів, підведена холодна вода, — є бойлер для підігріву води. В користуванні педагогів, учнів є три комп'ютери, ноутбук і два принтери.
Колектив школи входив в десятку найкращих у районі. Учні беруть участь в олімпіадах, здобувають високі місця.
Тепер у Телелинецькій ЗОШ І-ІІ ступенів навчається 30 дітей. Директором школи є Кучер Тетяна Степанівна.

## Населення

### Мова
Розподіл населення за рідною мовою за даними перепису 2001 року:
| Мова            | Кількість | Відсоток |
| --------------- | --------- | -------- |
| українська      | 541       | 99.27%   |
| російська       | 3         | 0.55%    |
| інші/не вказали | 1         | 0.18%    |
| Усього          | 545       | 100%     |

## Відомі люди
- Войтович Ігор Данилович — доктор технічних наук, професор, академік НАН України/
- Гаврилюк Віктор Іванович — кандидат фізико-математичних наук, спеціальність: Теплові та ядерні енергоустановки, Завідувач відділу, Навчальний центр з фізичного захисту, обліку та контролю ядерного матеріалу, Інститут ядерних досліджень[5]
- Жиліховський Станіслав Андрійович — Кандидат в майстри спорту України, призер чемпіонату України з греко-римської боротьби[6]